# Краснокожие (фильм)
Краснокожие (Резервация) — драма 2002 года режиссёра Криса Эйра о современных индейцах лакота, поставленная по одноимённому роману Адриана Льюиса. Первый художественный фильм, целиком снятый на территории и в окрестностях индейской резервации Пайн-Ридж.

## Сюжет
Главный герой фильма Руди, резервационный полицейский, ведёт двойную жизнь: будучи не в силах противостоять творимому в резервации насилию законными средствами, по ночам он превращается в устрашающего мстителя в маске. Брат Руди, Моги, страдающий ПТСР ветеран Вьетнама, практически находится на его попечении: Руди даёт ему деньги на алкоголь, позволяющий ему забыться, и вместе с тем следит, чтобы Моги не попал в беду. Когда-то в детстве Моги спас ему жизнь, и Руди чувствует себя в долгу перед ним, но помочь брату по-другому он бессилен.
Находясь на дежурстве, Руди получает вызов к заброшенному дому у плотины, притону неприкаянных подростков со всей резервации. Там он находит изувеченное тело юноши по имени Корки Красный Хвост. В темноте Руди удаётся разглядеть лишь светло-зелёные шнурки на кроссовках убегающего убийцы; пустившись в погоню, он спотыкается и разбивает голову о камень. Из разговора с агентом ФБР он понимает, что шансов раскрыть дело практически нет. На следующий день он приглашает брата на пикник, который устраивает его полицейский участок, чтобы немного рассеять меланхолию Моги, но лишь ссорится с братом и зарабатывает сердечный приступ. Возлюбленная Руди, которая навещает его у врача. — жена его дальнего родственника. Руди чувствует, что запутался в личных и профессиональных проблемах и теряет контроль над собственной жизнью. Разнимая в закусочной двух дерущихся подростков, Руди видит зелёные шнурки на кроссовках одного из парней, и тем же вечером мститель снова берёт верх над полицейским. Руди нападает на подростков, назвавшись «призраком убитого Корки», и калечит их бейсбольной битой. Оказавшись в больнице, парни сознаются полицейским в убийстве.
Не понимая, какие силы играют его жизнью, Руди идёт за советом к знахарю. Тот говорит ему, что древний дух Иктоми, хитрец и насмешник, мог подстерегать его и проникнуть в его мозг через рану в голове. Обычно Иктоми является людям в образе паука, но ему ничего не стоит обернуться камнем. Он предлагает Руди провести для него обряд очищения, если ситуация станет ещё хуже.
Вечером Руди смотрит выпуск новостей. Журналистка ведёт прямой репортаж из Пайн-Ридж и, когда неподалёку оказывается подвыпивший Моги, обращается к нему за комментарием. Слова брата наполняют Руди стыдом и гневом, и, не в силах больше выносить соседство торговцев спиртным, паразитирующих на бедах индейцев, он надевает свою чёрную маску и сжигает винный магазин в городке Уайтклей. По зловещему стечению обстоятельств, на крыше магазина в этот момент спит его брат. Моги выживает в пожаре, но получает тяжёлые ожоги, его лицо теперь изуродовано. Руди шокирован, он понимает, насколько слепым и высокомерным он был, и отправляется на церемонию очищения.
Врач в больнице сообщает ему, что у Моги неизлечимый цирроз печени. Руди наконец решается на откровенный разговор с братом, который смеётся над его тайной миссией мстителя. Пристыженный Руди спрашивает, чем он может загладить свою вину, и Моги предлагает ему объединиться, как в старые добрые времена, и засунуть пару динамитных шашек в нос каменному Джорджу Вашингтону на горе Рашмор. 
Моги вновь попадает в больницу с воспалением лёгких. Он просит родственников дать ему умереть в своей постели. На утреннем обходе врач говорит Руди, что его брат чувствует себя лучше. Успокоенный, Руди отправляется в город за покупками, но, вернувшись, уже не застаёт Моги в живых. Он вновь чувствует вину за то, что не успел выполнить свой долг перед братом, и решает исполнить его последнюю просьбу, хотя в душе считает её полной глупостью. Купив ведро несмываемой красной краски, он отправляется к монументу на горе Рашмор. Руди ставит ведро на камень и секунду колеблется, но тут он замечает паука, ползущего по ведру. Усмехнувшись хитрости Иктоми, Руди бросает ведро вниз на каменное лицо Вашингтона и прощается с Моги. Отъезжая по шоссе от места преступления, он видит на носу и щеке Джорджа Вашингтона красный след, похожий то ли на струйку крови, то ли на слезу.

## В ролях
| Актёр                 | Роль                                                |
| --------------------- | --------------------------------------------------- |
| Эрик Швейг            | Руди Жёлтая Палатка                                 |
| Грэм Грин             | Моги Жёлтая Палатка                                 |
| Ноа Уоттс             | Херби Жёлтая Палатка                                |
| Гари Фармер           | Верделл Хвост Горностая                             |
| Луис Красный Олень    | тётя Хелен                                          |
| Мишель Траш           | Стелла                                              |
| Тина Кипер            | доктор Фитцджеральд                                 |
| Миртон Бегущий Волк   | знахарь                                             |
| Чэск Спенсер          | Руди в юности                                       |
| Натаниэль Аркан       | Моги в юности                                       |
| Маркус Джей Волимас   | Уолли Рубо                                          |
| Элейн Майлс           | Ронделла Рубо                                       |
| Гил Бирмингем         | Сонни Жёлтая Палатка                                |
| Рене Мориссо          | Евангелина Жёлтая Палатка                           |
| Майкл Спирс           | Тедди Жёлтая Палатка / Мистер Зелёные Шнурки        |
| Токала Клиффорд       | приятель Тедди                                      |
| Жёлтый Пони Петтибоун | Корки Красный Хвост                                 |
| Зан Маккларнон        | Элтон Синее Облако                                  |
| Мисти Апхэм           | Миссис Синее Облако                                 |
| Вождь Леонард Джордж  | Капитан Иглман (в титрах указан как Leonard George) |
| Ларри Дин Фасс        | агент ФБР                                           |

## Производство
Агент Грэма Грина согласилась на роль Моги от его имени, как только узнала о предложении, видя в ней богатый актёрский потенциал. Сам Грин поначалу был не в восторге от роли, считая её слишком мрачной.
Эрик Швейг, иронизируя над обычным для Голливуда амплуа актёров-индейцев, сказал, что был счастлив возможности сниматься у Эйра «и ходить на работу в джинсах, а не в набедренной повязке».
Для съёмок на территории Пайн-Ридж были использованы реальные дома жителей резервации, что придало картине аутентичность и, кроме того, помогло сэкономить на реквизите. Однако владельцы винных магазинов пограничного городка Уайтклэй, не желая привлекать к своему бизнесу ненужное внимание, отказались сотрудничать со съёмочной группой. В результате специально для фильма был построен (и сожжён) винный магазин.

## Турне «Rolling Rez»
Официальный выход фильма на экраны США предваряла серия бесплатных показов в индейских резервациях и городских общинах. Передвижной кинотеатр на 100 мест был оборудован в огромном трейлере, где зрителям предлагались также лёгкие закуски и дополнительные удобства. Все финансовые расходы взяла на себя кинокомпания «First Look Cinema». Как объяснил Крис Эйр, «идея турне „Rolling Rez“ возникла из-за того, что в Пайн-Ридж нет кинотеатров, а я считал своим долгом показать фильм жителям той общины, где он был снят. Мы обдумывали разные варианты, и в итоге возникла мысль сделать „кинотеатр на колёсах“. После Пайн-Ридж мы решили дать возможность людям в других резервациях увидеть картину».

## Награды
- 2002 — Международный кинофестиваль в Токио — награда лучшему актёру (Грэм Грин).
- 2003 — Премия «PRISM» в категории «Художественный фильм»[4].